# 13e étape du Tour d'Italie 2016
Pour un article plus général, voir Tour d'Italie 2016.
La 13e étape du Tour d'Italie 2016 se déroule le vendredi 20 mai 2016, entre Palmanova et Cividale del Friuli sur une distance de 170 km.

## Parcours
Le parcours est de moyenne montagne. Il comprend 2 cols de 2e catégorie et 2 cols de 1re catégorie

## Résultats

### Classement de l'étape
| Classement de l'étape | Classement de l'étape | Classement de l'étape | Classement de l'étape | Classement de l'étape |
|                       | Coureur               | Pays                  | Équipe                | Temps                 |
| --------------------- | --------------------- | --------------------- | --------------------- | --------------------- |
| 1er                   | Mikel Nieve           | Espagne               | Sky                   | en 4 h 31 min 49 s    |
| 2e                    | Giovanni Visconti     | Italie                | Movistar              | + 43 s                |
| 3e                    | Vincenzo Nibali       | Italie                | Astana                | + 1 min 17 s          |
| 4e                    | Alejandro Valverde    | Espagne               | Movistar              | + 1 min 17 s          |
| 5e                    | Rafał Majka           | Pologne               | Tinkoff               | + 1 min 17 s          |
| 6e                    | Stefan Denifl         | Autriche              | IAM                   | + 1 min 17 s          |
| 7e                    | Steven Kruijswijk     | Pays-Bas              | Lotto NL-Jumbo        | + 1 min 17 s          |
| 8e                    | Rigoberto Urán        | Colombie              | Cannondale            | + 1 min 17 s          |
| 9e                    | Matteo Montaguti      | Italie                | AG2R La Mondiale      | + 1 min 17 s          |
| 10e                   | Domenico Pozzovivo    | Italie                | AG2R La Mondiale      | + 1 min 17 s          |
| modifier              |                       |                       |                       |                       |

### Points attribués
|   | Cycliste           | Nat      | Équipe         | Pts | Bonif |
| - | ------------------ | -------- | -------------- | --- | ----- |
| 1 | Arnaud Démare      | France   | FDJ            | 10  | 3 s   |
| 2 | Pim Ligthart       | Pays-Bas | Lotto-Soudal   | 6   | 2 s   |
| 3 | Maarten Tjallingii | Pays-Bas | Lotto NL-Jumbo | 3   | 1 s   |
| 4 | Sacha Modolo       | Italie   | Lampre-Merida  | 2   |       |
| 5 | Giacomo Nizzolo    | Italie   | Trek-Segafredo | 1   |       |

|   | Cycliste         | Nat         | Équipe         | Pts | Bonif |
| - | ---------------- | ----------- | -------------- | --- | ----- |
| 1 | Enrico Battaglin | Italie      | Lotto NL-Jumbo | 10  | 3 s   |
| 2 | Diego Ulissi     | Italie      | Lampre-Merida  | 6   | 2 s   |
| 3 | Matej Mohorič    | Slovénie    | Lampre-Merida  | 3   | 1 s   |
| 4 | Simon Clarke     | Australie   | Cannondale     | 2   |       |
| 5 | Ilia Koshevoy    | Biélorussie | Lampre-Merida  | 1   |       |

| - Sprint final de Cividale del Friuli (km 170) \| \| Cycliste \| Nat \| Équipe \| Points \| Bonif \| \| -- \| ------------------ \| -------- \| ---------------- \| ------ \| ----- \| \| 1 \| Mikel Nieve \| Espagne \| Sky \| 25 \| 10 s \| \| 2 \| Giovanni Visconti \| Italie \| Movistar \| 18 \| 6 s \| \| 3 \| Vincenzo Nibali \| Italie \| Astana \| 12 \| 4 s \| \| 4 \| Alejandro Valverde \| Espagne \| Movistar \| 8 \| \| \| 5 \| Rafał Majka \| Pologne \| Tinkoff \| 6 \| \| \| 6 \| Stefan Denifl \| Autriche \| IAM \| 5 \| \| \| 7 \| Steven Kruijswijk \| Pays-Bas \| Lotto NL-Jumbo \| 4 \| \| \| 8 \| Rigoberto Urán \| Colombie \| Cannondale \| 3 \| \| \| 9 \| Matteo Montaguti \| Italie \| AG2R La Mondiale \| 2 \| \| \| 10 \| Domenico Pozzovivo \| Italie \| AG2R La Mondiale \| 1 \| \| |                    |          |                  |        |       |
| | Cycliste           | Nat      | Équipe           | Points | Bonif |
| 1 | Mikel Nieve        | Espagne  | Sky              | 25     | 10 s  |
| 2 | Giovanni Visconti  | Italie   | Movistar         | 18     | 6 s   |
| 3 | Vincenzo Nibali    | Italie   | Astana           | 12     | 4 s   |
| 4 | Alejandro Valverde | Espagne  | Movistar         | 8      |       |
| 5 | Rafał Majka        | Pologne  | Tinkoff          | 6      |       |
| 6 | Stefan Denifl      | Autriche | IAM              | 5      |       |
| 7 | Steven Kruijswijk  | Pays-Bas | Lotto NL-Jumbo   | 4      |       |
| 8 | Rigoberto Urán     | Colombie | Cannondale       | 3      |       |
| 9 | Matteo Montaguti   | Italie   | AG2R La Mondiale | 2      |       |
| 10 | Domenico Pozzovivo | Italie   | AG2R La Mondiale | 1      |       |

### Cols et côtes
|   | Cycliste             | Pays      | Équipe             | Points |
| - | -------------------- | --------- | ------------------ | ------ |
| 1 | Stefan Denifl        | Autriche  | IAM                | 35     |
| 2 | Damiano Cunego       | Italie    | Nippo-Vini Fantini | 18     |
| 3 | Giovanni Visconti    | Italie    | Movistar           | 12     |
| 4 | Alessandro De Marchi | Italie    | BMC Racing         | 9      |
| 5 | Simon Clarke         | Australie | Cannondale         | 6      |
| 6 | Matej Mohorič        | Slovénie  | Lampre-Merida      | 4      |
| 7 | Matteo Montaguti     | Italie    | AG2R La Mondiale   | 2      |
| 8 | Moreno Moser         | Italie    | Cannondale         | 1      |

|   | Cycliste          | Pays     | Équipe             | Points |
| - | ----------------- | -------- | ------------------ | ------ |
| 1 | Stefan Denifl     | Autriche | IAM                | 15     |
| 2 | Damiano Cunego    | Italie   | Nippo-Vini Fantini | 8      |
| 3 | Giovanni Visconti | Italie   | Movistar           | 6      |
| 4 | Enrico Battaglin  | Italie   | Lotto NL-Jumbo     | 4      |
| 5 | Matej Mohorič     | Slovénie | Lampre-Merida      | 2      |
| 6 | Diego Ulissi      | Italie   | Lampre-Merida      | 1      |

|   | Cycliste            | Pays       | Équipe             | Points |
| - | ------------------- | ---------- | ------------------ | ------ |
| 1 | Mikel Nieve         | Espagne    | Sky                | 35     |
| 2 | Giovanni Visconti   | Italie     | Movistar           | 18     |
| 3 | Joe Dombrowski      | États-Unis | Cannondale         | 12     |
| 4 | Damiano Cunego      | Italie     | Nippo-Vini Fantini | 9      |
| 5 | Alexander Foliforov | Russie     | Gazprom-RusVelo    | 6      |
| 6 | Matteo Montaguti    | Italie     | AG2R La Mondiale   | 4      |
| 7 | Stefan Denifl       | Autriche   | IAM                | 2      |
| 8 | Sebastián Henao     | Colombie   | Sky                | 1      |

|   | Cycliste          | Pays       | Équipe           | Points |
| - | ----------------- | ---------- | ---------------- | ------ |
| 1 | Mikel Nieve       | Espagne    | Sky              | 15     |
| 2 | Giovanni Visconti | Italie     | Movistar         | 8      |
| 3 | Matteo Montaguti  | Italie     | AG2R La Mondiale | 6      |
| 4 | Joe Dombrowski    | États-Unis | Cannondale       | 4      |
| 5 | Stefan Denifl     | Autriche   | IAM              | 2      |
| 6 | Jakob Fuglsang    | Danemark   | Astana           | 1      |

### Classement au temps par équipes
| Classement par équipes au temps | Classement par équipes au temps | Classement par équipes au temps | Classement par équipes au temps |
|                                 | Équipe                          | Pays                            | Temps                           |
| ------------------------------- | ------------------------------- | ------------------------------- | ------------------------------- |
| 1re                             | Movistar                        | Espagne                         | en 13 h 38 min 44 s             |
| 2e                              | Astana                          | Kazakhstan                      | + 1 min 24 s                    |
| 3e                              | AG2R La Mondiale                | France                          | + 1 min 24 s                    |
| modifier                        |                                 |                                 |                                 |

### Classement aux points par équipes
| Classement par équipes aux points | Classement par équipes aux points | Classement par équipes aux points | Classement par équipes aux points | Classement par équipes aux points |
|                                   | Équipes                           | Pays                              |                                   | Point(s)                          |
| --------------------------------- | --------------------------------- | --------------------------------- | --------------------------------- | --------------------------------- |
| 1re                               | Movistar                          | Espagne                           |                                   | 54                                |
| 2e                                | Sky                               | Royaume-Uni                       |                                   | 50                                |
| 3e                                | Astana                            | Kazakhstan                        |                                   | 30                                |
| modifier                          |                                   |                                   |                                   |                                   |

## Classements à l'issue de l'étape

### Classement général
| Classement général | Classement général | Classement général | Classement général | Classement général |
|                    | Coureur            | Pays               | Équipe             | Temps              |
| ------------------ | ------------------ | ------------------ | ------------------ | ------------------ |
| 1er                | Andrey Amador      | Costa Rica         | Movistar           | en 54 h 5 min 50 s |
| 2e                 | Bob Jungels        | Luxembourg         | Etixx-Quick Step   | + 26 s             |
| 3e                 | Vincenzo Nibali    | Italie             | Astana             | + 41 s             |
| 4e                 | Alejandro Valverde | Espagne            | Movistar           | + 43 s             |
| 5e                 | Steven Kruijswijk  | Pays-Bas           | Lotto NL-Jumbo     | + 43 s             |
| 6e                 | Rafał Majka        | Pologne            | Tinkoff            | + 1 min 37 s       |
| 7e                 | Ilnur Zakarin      | Russie             | Katusha            | + 2 min 1 s        |
| 8e                 | Esteban Chaves     | Colombie           | Orica-GreenEDGE    | + 2 min 19 s       |
| 9e                 | Rigoberto Urán     | Colombie           | Cannondale         | + 2 min 48 s       |
| 10e                | Jakob Fuglsang     | Danemark           | Astana             | + 3 min 15 s       |
| modifier           |                    |                    |                    |                    |

### Classement du meilleur jeune
| Classement du meilleur jeune | Classement du meilleur jeune | Classement du meilleur jeune | Classement du meilleur jeune | Classement du meilleur jeune |
|                              | Coureur                      | Pays                         | Équipe                       | Temps                        |
| ---------------------------- | ---------------------------- | ---------------------------- | ---------------------------- | ---------------------------- |
| 1er                          | Bob Jungels                  | Luxembourg                   | Etixx-Quick Step             | en 54 h 6 min 16 s           |
| 2e                           | Davide Formolo               | Italie                       | Cannondale                   | + 5 min 49 s                 |
| 3e                           | Sebastián Henao              | Colombie                     | Sky                          | + 13 min 31 s                |
| 4e                           | Valerio Conti                | Italie                       | Lampre-Merida                | + 22 min 40 s                |
| 5e                           | Joe Dombrowski               | États-Unis                   | Cannondale                   | + 44 min 20 s                |
| modifier                     |                              |                              |                              |                              |

### Classement aux points
| Classement par points | Classement par points | Classement par points | Classement par points | Classement par points |
| --------------------- | --------------------- | --------------------- | --------------------- | --------------------- |
|                       | Coureur               | Pays                  | Équipe                | Point(s)              |
| 1er                   | Giacomo Nizzolo       | Italie                | Trek-Segafredo        | 138 points            |
| 2e                    | Arnaud Démare         | France                | FDJ                   | 119 pts               |
| 3e                    | Diego Ulissi          | Italie                | Lampre-Merida         | 104 pts               |
| 4e                    | Sacha Modolo          | Italie                | Lampre-Merida         | 84 pts                |
| 5e                    | Maarten Tjallingii    | Pays-Bas              | Lotto NL-Jumbo        | 83 pts                |
| modifier              |                       |                       |                       |                       |

### Classement du meilleur grimpeur
| Classement du meilleur grimpeur | Classement du meilleur grimpeur | Classement du meilleur grimpeur | Classement du meilleur grimpeur | Classement du meilleur grimpeur |
| ------------------------------- | ------------------------------- | ------------------------------- | ------------------------------- | ------------------------------- |
|                                 | Coureur                         | Pays                            | Équipe                          | Point(s)                        |
| 1er                             | Damiano Cunego                  | Italie                          | Nippo-Vini Fantini              | 91 points                       |
| 2e                              | Giovanni Visconti               | Italie                          | Movistar                        | 61 pts                          |
| 3e                              | Stefan Denifl                   | Autriche                        | IAM                             | 54 pts                          |
| 4e                              | Mikel Nieve                     | Espagne                         | Sky                             | 50 pts                          |
| 5e                              | Giulio Ciccone                  | Italie                          | Bardiani CSF                    | 27 pts                          |
| modifier                        |                                 |                                 |                                 |                                 |

### Classements par équipes

#### Classement au temps
| Classement par équipes au temps | Classement par équipes au temps | Classement par équipes au temps | Classement par équipes au temps |
|                                 | Équipe                          | Pays                            | Temps                           |
| ------------------------------- | ------------------------------- | ------------------------------- | ------------------------------- |
| 1re                             | Movistar                        | Espagne                         | en 162 h 20 min 45 s            |
| 2e                              | Astana                          | Kazakhstan                      | + 7 min 16 s                    |
| 3e                              | Cannondale                      | États-Unis                      | + 11 min 52 s                   |
| modifier                        |                                 |                                 |                                 |

#### Classement aux points
| Classement par équipes aux points | Classement par équipes aux points | Classement par équipes aux points | Classement par équipes aux points | Classement par équipes aux points |
|                                   | Équipes                           | Pays                              |                                   | Point(s)                          |
| --------------------------------- | --------------------------------- | --------------------------------- | --------------------------------- | --------------------------------- |
| 1re                               | Etixx-Quick Step                  | Belgique                          |                                   | 305                               |
| 2e                                | Lotto NL-Jumbo                    | Pays-Bas                          |                                   | 276                               |
| 3e                                | Lotto-Soudal                      | Belgique                          |                                   | 248                               |
| modifier                          |                                   |                                   |                                   |                                   |

### Abandons
- 5 -  Patrick Gretsch (AG2R La Mondiale) : abandon
- 29 -  Nicola Ruffoni (Bardiani CSF) : non partant
- 78 -  Marc Sarreau (FDJ) : abandon
- 114 -  André Greipel  (Lotto-Soudal) : non partant
- 118 -  Jürgen Roelandts (Lotto-Soudal) : non partant
- 143 -  Caleb Ewan (Orica-GreenEDGE) : non partant
- 173 -  Moreno Hofland (Lotto NL-Jumbo) : abandon